# Barely Legal
Barely Legal es el álbum debut de la banda sueca The Hives. Fue lanzado en 1997. De este álbum se saca el éxito a.k.a. I-D-I-O-T.

## Lista de canciones
Todas las canciones escritas y compuestas por Randy Fitzsimmons. 
| N.º   | Título                              | Duración |  |
| 1.    | «Well, Well, Well»                  | 1:02     |  |
| 2.    | «a.k.a. I-D-I-O-T»                  | 2:12     |  |
| 3.    | «Here We Go Again»                  | 2:12     |  |
| 4.    | «I'm a Wicked One»                  | 1:45     |  |
| 5.    | «Automatic Schmuck»                 | 2:17     |  |
| 6.    | «King Of Asskissing»                | 1:46     |  |
| 7.    | «Hail Hail Spit N' Drool»           | 1:27     |  |
| 8.    | «Black Jack»                        | 2:45     |  |
| 9.    | «What's That Spell?... Go to Hell!» | 1:41     |  |
| 10.   | «Theme From...»                     | 2:49     |  |
| 11.   | «Uptempo Venomous Poison»           | 1:13     |  |
| 12.   | «Oh Lord! When? How?»               | 1:42     |  |
| 13.   | «The Stomp»                         | 1:54     |  |
| 14.   | «Closed for the Season»             | 2:34     |  |
| 27:19 |                                     |          |  |

## Personal
- Howlin' Pelle Almqvist – vocales
- Vigilante Carlstroem – guitarra
- Nicholaus Arson – guitarra, coros
- Dr. Matt Destruction – bajo
- Chris Dangerous – batería